# Église du Gesù de Saint-Josse-ten-Node
Pour les articles homonymes, voir Église du Gesù (homonymie).
L’église du Gesù (en néerlandais : Gesùkerk) est un édifice religieux catholique sis au 165 rue Royale, à Saint-Josse-ten-Node (Bruxelles). Érigée au XIXe siècle pour la résidence jésuite voisine elle est aujourd’hui (2017) fermée au culte.

## Histoire
En 1856 une communauté jésuite s’installe dans une maison néoclassique de la rue royale (maison de Jean-Baptiste Vifquain?) et Louis Pavot leur construit en 1860 une église néo-gothique. Les travaux sont achevés en 1865.
Entre 1937 et 1939 l’église est agrandie avec façade sur la rue Royale, car l'église néo-gothique n’était plus visible de la rue: les bâtiments construits dans les alentours en bloquaient la vue. Une nouvelle façade en briques est conçue par l’architecte Antoine Courtens avec une tour-clocher de style nettement Art déco, tandis que le portail d’entrée, avec large arc, tympan et statues des douze apôtres et surmonté d’une rosace, garde un style sobrement traditionnel. 
Les jésuites ont quitté la résidence à la fin du XXe siècle et l’église est fermée au culte et désacralisée.

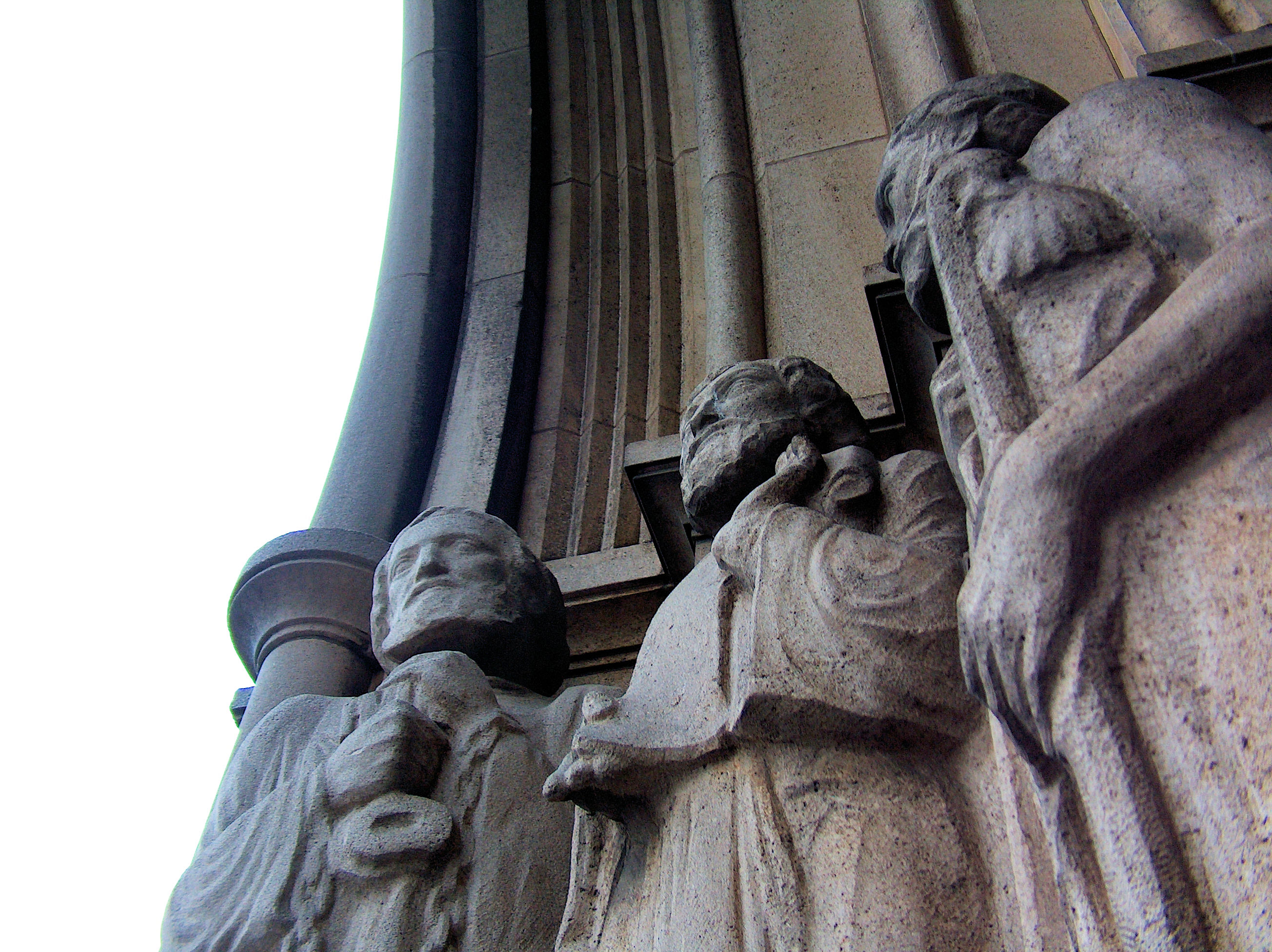
Détail du portail: trois apôtres, Pierre, un autre apôtre, Jacques.
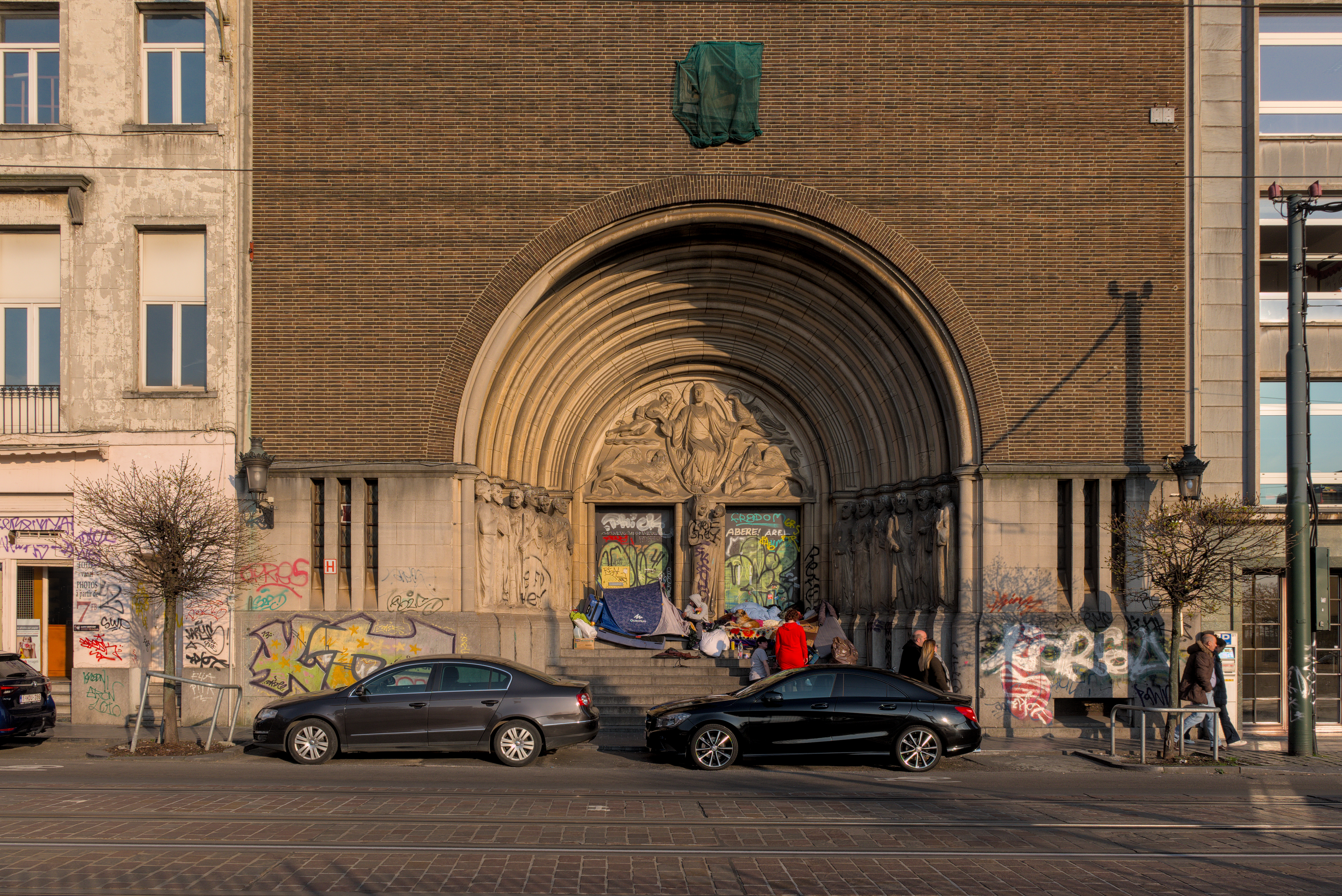
Entrée de l'église en 2019.
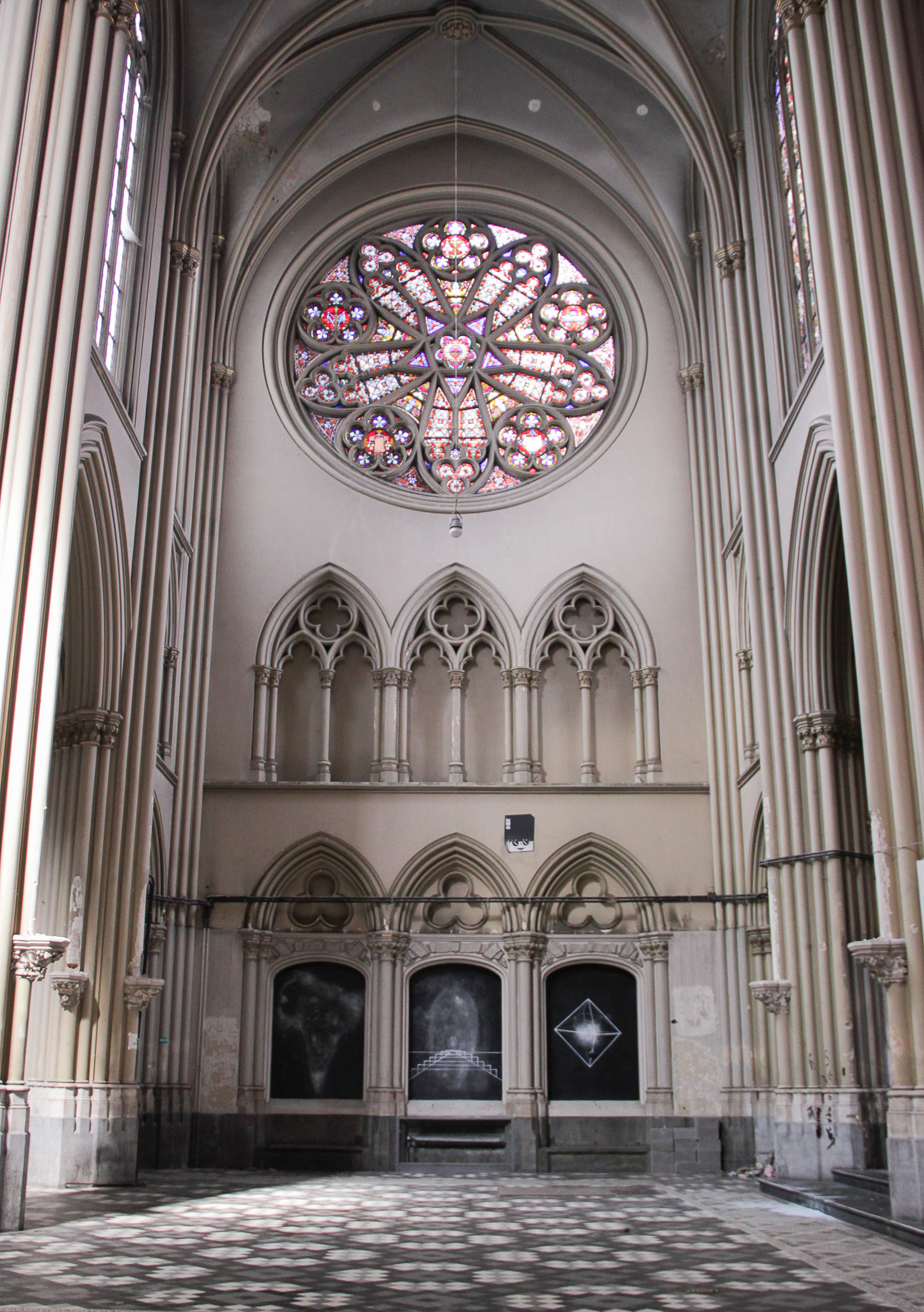
Eglise du Gesù (04/2013)
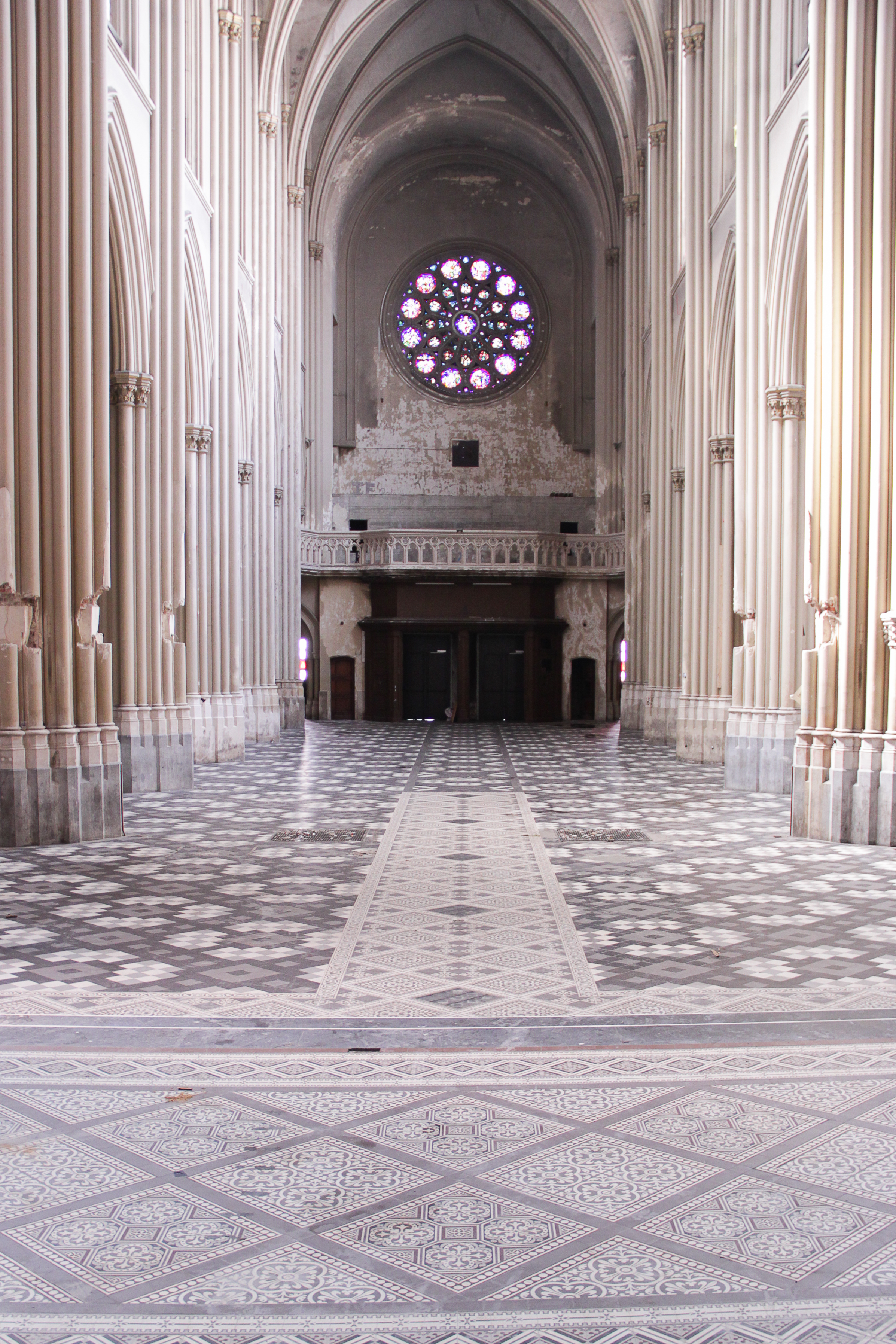
Eglise du Gesù (04/2013)
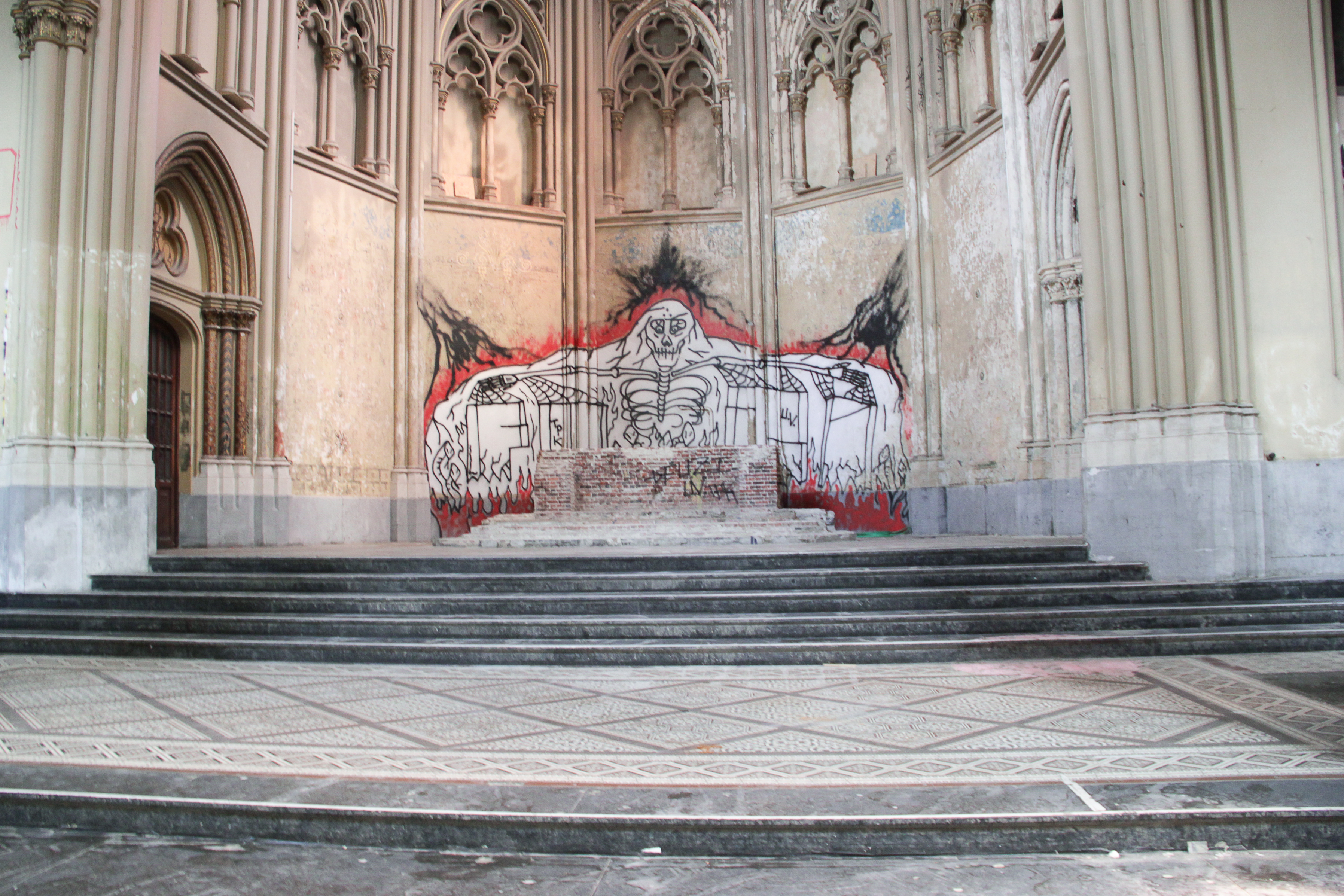
Eglise du Gesù (04/2013)